# Zachary Booth
Zachary Booth (né en 1983) est un acteur américain originaire d'Irvington (État de New York).

## Biographie
Zachary Booth est né en 1983 à Irvington (État de New York).

## Carrière
Il est apparu dans plusieurs productions avec les Peterborough Players, avant de tenir l'affiche dans la série What Goes On de la chaîne américaine TeenNick incarnant Ethan, adolescent ouvertement gay, puis il a tenu le rôle de Michael Hewes, fils de Patty Hewes (Glenn Close) dans la série Damages (diffusé en France sur Canal+, Paris Première, M6).
Il est également apparu dans Assassinat d'un président aux côtés de Mischa Barton, et dans The Marc Pease Experience aux côtés de Ben Stiller. En 2009, il a aussi décroché un rôle dans Hôtel Woodstock (Taking Woodstock) de Ang Lee en tant que membre d'un groupe naturiste hippie.
Fin 2008, il monte sur scène aux côtés des vainqueurs du Tony Award Victoria Clark et Michelle Park, et du nommé au Tony Award Jonathan Groff dans Prayer for My Enemy (Prière pour mon ennemi), une nouvelle pièce de Craig Lucas au Playwrights Horizons de New York. La même année, il incarne Gary, le petit ami de Tris, dans Une nuit à New York de Peter Sollett.
En septembre 2010, il monte à nouveau sur scène dans Me, Myself & I de Edward Albee, toujours au Playwrights Horizons de New York, avec un rôle de premier plan.
Son rôle en tant qu'acteur principal, dans le film Keep the Lights On, réalisé par Ira Sachs, rencontre un grand succès international à sa sortie en 2012. Il y joue le rôle de Paul Lucy, avocat qui lutte contre sa toxicomanie par amour pour son ami Erik (joué par Thure Lindhardt).

## Filmographie

### Cinéma

#### Longs métrages
- 2007 : La Vie devant ses yeux (The Life Before Her Eyes) de Vadim Perelman : Un garçon qui nage
- 2008 : Assassinat d'un président (Assassination of a High School President) de Brett Simon : Rocky Raccoon
- 2008 : Une nuit à New York (Nick and Norah's Infinite Playlist) de Peter Sollett : Gary
- 2009 : The Marc Pease Experience de Todd Louiso : Craig
- 2009 : Hôtel Woodstock (Taking Woodstock) d'Ang Lee : Un joueur
- 2010 : White Irish Drinkers de John Gray : Todd
- 2011 : Le Complexe du castor (The Beaver) de Jodie Foster : Jared
- 2011 : Dark Horse de Todd Solondz : Justin
- 2012 : Keep the Lights On d'Ira Sachs : Paul Lucy
- 2012 : Recalled de Michael Connors : Soldat Carroll
- 2012 : The Blue Eyes d'Eva Aridjis : Paul
- 2013 : Big Words de Neil Drumming : Ben Shine
- 2013 : Syrup d'Aram Rappaport : Chet
- 2014 : Last Weekend de Tom Dolby : Theo Green
- 2014 : Never de Brett Allen Smith : Denim
- 2015 : Ava's Possessions de Jordan Galland : Roger
- 2017 : Après Louie (After Louie) de Vincent Gagliostro : Braeden Devries
- 2017 : The Revival de Jennifer Gerber : Daniel
- 2019 : Cubby de Mark Blane et Ben Mankoff : Le réceptionniste à la galerie d'art
- 2020 : T11 Incomplete de Suzanne Guacci : Jack
- 2021 : Dashcam de Christian Nilsson : Tim

#### Courts métrages
- 2008 : Venice de Daniel Cantagallo et Paul Cantagallo : Levi
- 2013 : The Blue Box de Sameer Ketkar et Scott Gabriel : Jack
- 2016 : Pure de K. Lorrel Manning : Le sujet
- 2017 : The Shirtmaker de David Gross : Elias
- 2018 : Ruok de Jay Russell : Bryan

### Télévision

#### Séries télévisées
- 2006 : New York, unité spéciale (Law and Order : Special Victims Unit) : Trevor Olsen
- 2007 : What Goes On : Ethan Knowles
- 2007 - 2012 : Damages : Michael Hewes
- 2008 : New Amsterdam : Alex Spoor / Roosevelt
- 2010 : Royal Pains : Oliver Ambrose
- 2012 : NYC 22 : Gabe Atkins
- 2013 : Elementary : Silas Cole
- 2013 : FBI : Duo très spécial (White Collar) : Patrick Wolcott
- 2015 : Person of Interest : Chase Patterson
- 2015 : Blue Bloods : Lorenzo Colt
- 2015 : Major Crimes : Ryan Powell
- 2015 : South of Hell : David Abascal
- 2017 - 2018 : The Good Fight : Jerry Warshofsky
- 2019 : Prodigal Son : Liam
- 2019 : The Family : Luke
- 2022 : Bull : Noah Sinclair